# 大茎美冠兰
大茎美冠兰（学名：Eulophia macrobulbon）是兰科美冠兰属的一种兰花，分布于缅甸、泰国、老挝、越南、柬埔寨以及中国云南地区。

## 特征描述
大茎美冠兰为地生草本植物，其地下茎膨大成球茎状的假鳞茎；其叶呈2-3枚，于花后长出，基部具叶鞘形成高约15厘米的假茎，叶片椭圆形，初时叶带紫红色，后变绿色。
总状花序粗壮，密集多花，花序梗紫红色，花苞片线性，紫红色。花紫红色，花梗和子房紫红色；中萼片长圆形，紫红色，先端锐尖；侧萼片稍长，长圆形，紫红色，先端锐尖；花瓣斜倒卵状长圆形，紫红色，先端锐尖；唇瓣3裂，倒卵形，侧萼片小，中裂片卵形至圆形，内具腺毛，基部形成斜圆锥形长2-3毫米的囊距。花期为3-4月。